# 美園 (守谷市)
美園（みその/Misono）は、茨城県守谷市の地名。一丁目から五丁目まである。1999年（平成11年）9月25日に乙子、高野の一部から新設された。郵便番号は302-0124。

## 地理
守谷市南部に位置し、全域が三井不動産と金子不動産センター、地権者による土地区画整理組合が共同で開発した戸建住宅地「ヒルズ美園」である。統一感のある街並みが特徴の閑静な住宅街で、地域内には美園地区の代表的な公園である乙子公園をはじめ、梅作公園、明神公園、乙子清水公園、乙子前坪公園がある。公園の名前は、乙子公園が町名変更前の当地の大字、その他は旧乙子にあるものは大字と小字、旧高野にあるものは小字に因む。
良好な環境と統一感のある街並を維持する為、全域が美園地区計画の対象地域となっており、一般住宅地区では高さ10m未満、全域で165m2以上の敷地を確保することが義務付けられているほか、垣や柵に関する制限も設けられている。
東は取手市戸頭、西、南は高野、北は乙子と接している。

## 歴史
開発前は乙子地区、高野地区のそれぞれ一部に当たり、畑や森林が主な土地であった。しかし、地域に隣接して新大利根橋有料道路（現在は無料）が開通し、地域内に常総ふれあい道路が開通するなど、守谷の至るところで大規模住宅開発が進行すると、乙子・高野地区にも新しい街作りを求める動きが高まり、地区有志一同によって土地区画整理事業が決定された。

### 地名の由来
分譲地の名称である｢ヒルズ美園｣より｢美園｣とした。

### 沿革
- 1988年（昭和63年）9月13日 乙子・高野地区の土地区画整理事業の発起人会を設立。
- 1989年（平成元年）3月13日 開発に当たり、横浜市泉区西田地区への街並み先進地視察が行われる。
- 1991年（平成3年） 開発に当たり、町田市金井地区への街並み先進地視察が行われる。
- 1993年（平成5年） 開発に当たり、横浜市中区新本牧地区、同市港北区（現:都筑区）中川第一地区への街並み先進地視察が行われる。
- 1994年（平成6年）
  - 5月 都市計画決定。開発区域を市街化調整区域から市街化区域に編入。
  - 9月 組合設立。
  - 10月15日 乙子・高野地区の本工事着手。
- 1995年（平成7年） 開発に当たり、高坂ニュータウン、エステシティー所沢への街並み先進地視察が行われる。
- 1996年（平成8年）
  - 9月 守谷町議会により、新町名を｢美園｣とすることが決定。
  - 11月 美園地区入居開始。
- 1999年（平成11年）9月25日 美園一丁目 - 五丁目が正式な町名となる[5]。
- 2001年（平成13年） 全263区画の分譲が終了。

### 町名の変遷
| 実施後     | 実施年月日    | 実施前                                                                                                 |
| ---------- | ------------- | --- |
| 美園一丁目 | 1999年9月25日 | 乙子字清水・向山の全域、乙子字石神・上ノ台・亀田・新町・前坪の各一部、高野字梅作・大明神・羽中の各一部 |
| 美園二丁目 | 1999年9月25日 | 乙子字清水・向山の全域、乙子字石神・上ノ台・亀田・新町・前坪の各一部、高野字梅作・大明神・羽中の各一部 |
| 美園三丁目 | 1999年9月25日 | 乙子字清水・向山の全域、乙子字石神・上ノ台・亀田・新町・前坪の各一部、高野字梅作・大明神・羽中の各一部 |
| 美園四丁目 | 1999年9月25日 | 乙子字清水・向山の全域、乙子字石神・上ノ台・亀田・新町・前坪の各一部、高野字梅作・大明神・羽中の各一部 |
| 美園五丁目 | 1999年9月25日 | 乙子字清水・向山の全域、乙子字石神・上ノ台・亀田・新町・前坪の各一部、高野字梅作・大明神・羽中の各一部 |

## 世帯数と人口
2017年（平成29年）8月1日現在の世帯数と人口は以下の通りである。
| 丁目       | 世帯数  | 人口    |
| ---------- | ------- | ------- |
| 美園一丁目 | 167世帯 | 495人   |
| 美園二丁目 | 167世帯 | 467人   |
| 美園三丁目 | 213世帯 | 531人   |
| 美園四丁目 | 176世帯 | 454人   |
| 美園五丁目 | 107世帯 | 292人   |
| 計         | 830世帯 | 2,239人 |

## 交通
首都圏新都市鉄道つくばエクスプレス・関東鉄道常総線守谷駅を結ぶ路線バスが地域内を走っている。また、守谷市コミュニティバス｢モコバス｣の｢向山｣、｢乙子｣、｢乙子集落センター入口｣停留所が当地域に近接している。
路線バス
地域内には｢美園二丁目｣、｢美園中央｣、｢美園三丁目｣、｢美園四丁目｣の4つの停留所がある。
| 系統 | 主要経由地                       | 行先       | 運行会社 |
| ---- | -------------------------------- | ---------- | -------- |
| 循環 | 美園三丁目・美園中央・美園二丁目 | 美園       | ■関鉄    |
|      | 美園三丁目                       | 美園中央   | ■関鉄    |
|      | 美園中央・美園二丁目・美園四丁目 | 守谷駅西口 | ■関鉄    |

また、現在は廃止されたが、かつては以下のバス停留所が存在した。
- 美園一丁目（2004年9月1日 - 2009年12月29日）

## 小・中学校の学区
市立小学校に通う場合、学区は以下の通りとなる。平成16年より地域の一部が高野小学校と郷州小学校の選択区域となったが、これは元々高野小学校の学区であった場所を郷州小学校の学区へ変更する際に反対があり、選択学区へと変更した経緯がある。
| 丁目 | 番地 | 小学校                   | 中学校                       |
| --- | ---- | ------------------------ | ---------------------------- |
| 一丁目 | 全域 | 郷州小学校及び高野小学校 | 愛宕中学校及びけやき台中学校 |
| 二丁目 | 全域 | 郷州小学校及び高野小学校 | 愛宕中学校及びけやき台中学校 |
| 三丁目 | 全域 | 高野小学校               | けやき台中学校               |
| 四丁目 | 全域 | 高野小学校               | けやき台中学校               |
| 五丁目 | 全域 | 高野小学校               | けやき台中学校               |
| 備考 美園一・二丁目は郷州小学校と高野小学校、愛宕中学校とけやき台中学校のどちらかを選択することができる。 ただし、郷州小学校進学者は愛宕中学校、高野小学校進学者はけやき台中学校に限る。 |      |                          |                              |

- 郷州小学校進学者は原則愛宕中学校への進学となっているが、けやき台中学校に進学したいという希望がある場合は、行政側は希望校に入学できるように対応したいという見解を2008年（平成18年）7月に述べている[7]。
- 選択学区地域に中学生が転入した場合は、原則的にけやき台中学校が就学校となる。しかし、学校教育法施行令第8条に基づき、申請することにより、愛宕中学校への就学が可能である[8]。

## 施設
- 乙子公園 - 美園二丁目1番地（5,453m2・街区公園）
- 梅作公園 - 美園三丁目13番地（4,529m2・街区公園）
- 乙子清水公園 - 美園（524m2・街区公園）
- 乙子前坪公園 - 美園（474m2・街区公園）
- 明神公園 - 美園（1,123m2・街区公園）
- 業務スーパー守谷店 - 美園四丁目1番4
- カワチ薬品守谷店 - 美園二丁目16番地2
- BOOK OFF守谷美園店 - 美園四丁目1番地5
- 吉野家守谷美園店 - 美園四丁目1番地6
- CoCo壱番屋守谷美園店 - 美園三丁目7番地1
- BMW守谷支店 - 美園二丁目16番地4
- ラーメン二郎茨城守谷店

## 画像

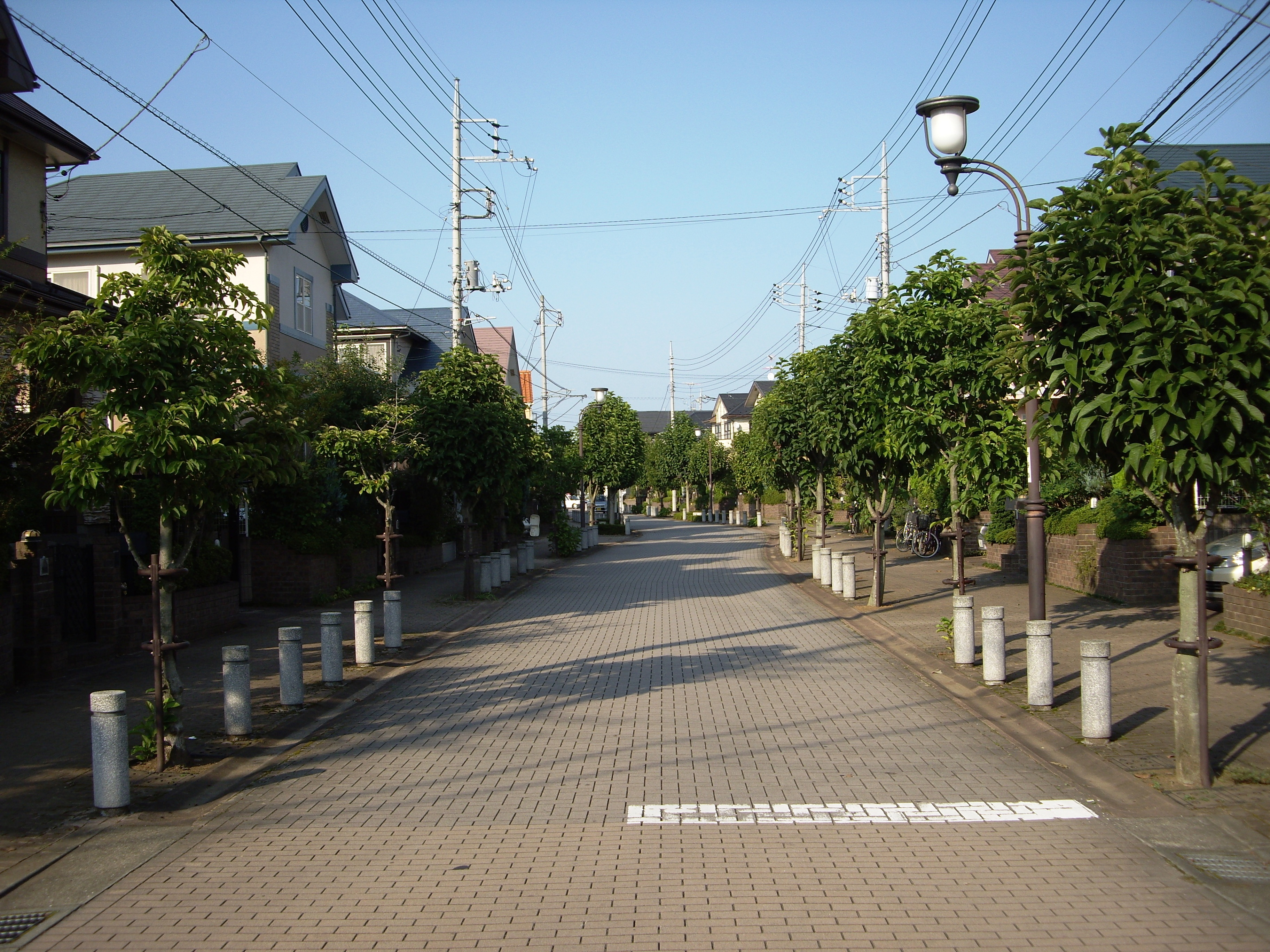
美園三・四丁目
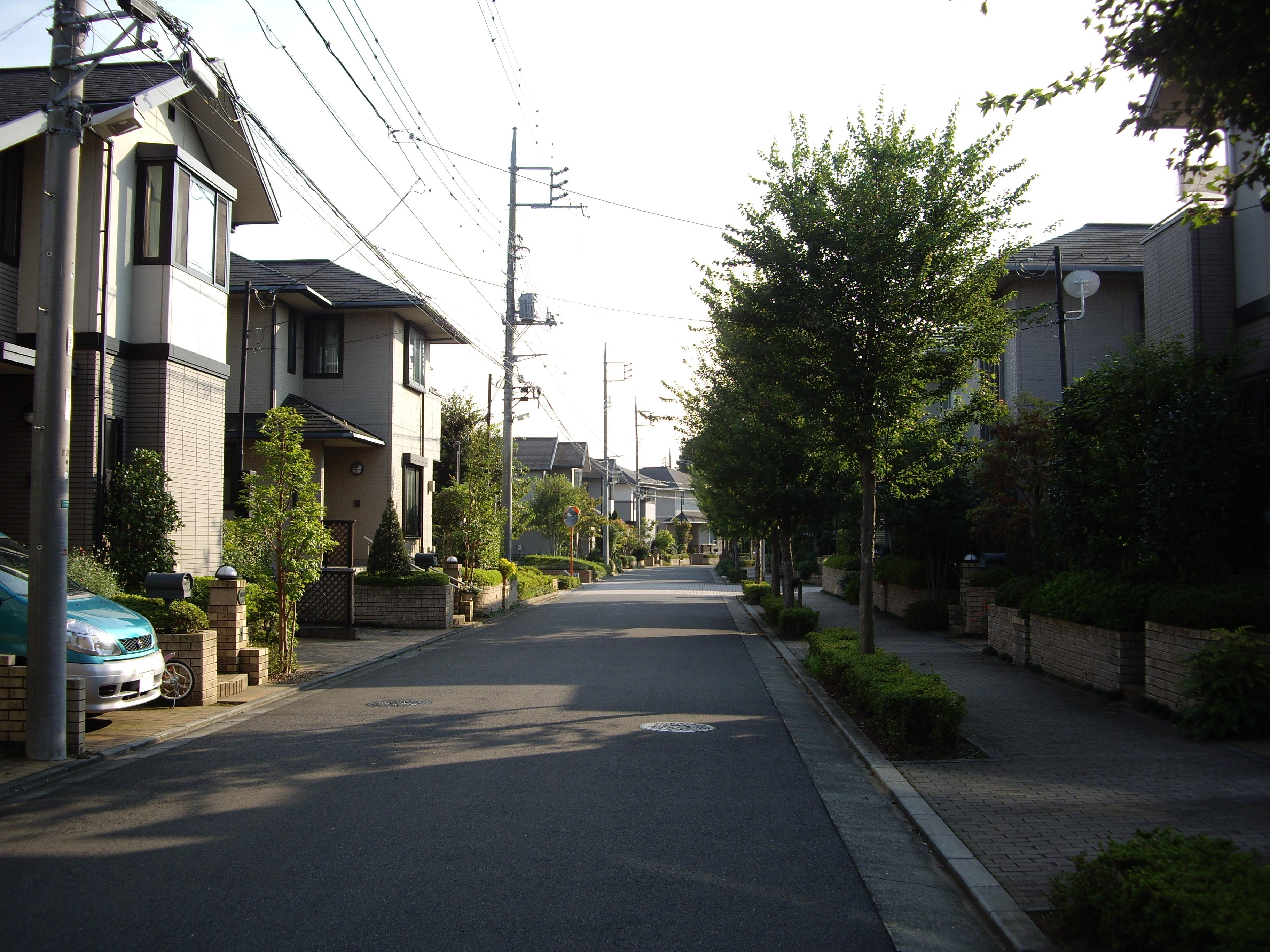
美園四丁目
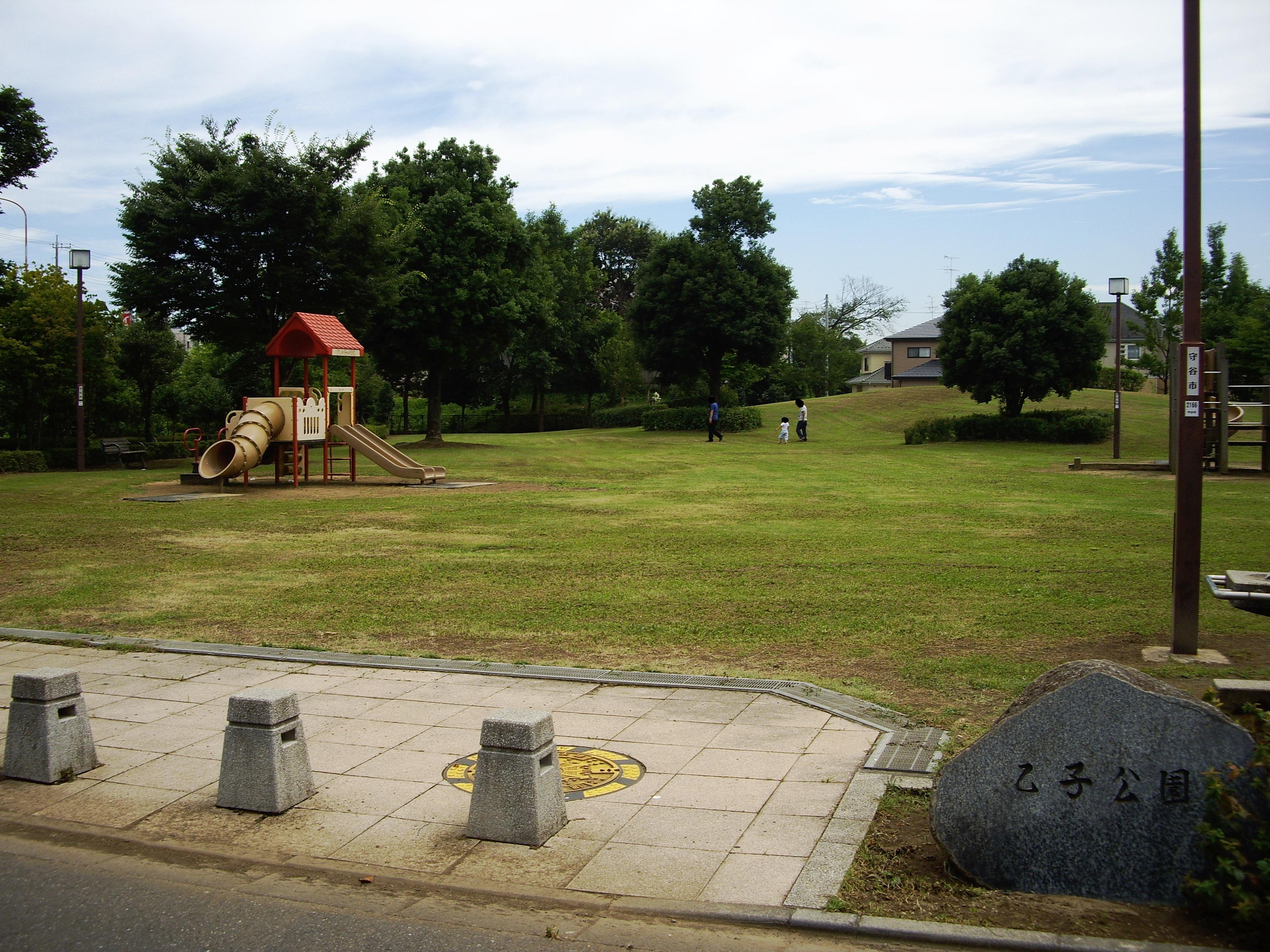
乙子公園

## 参考資料
- 輝くまち美園 守谷町乙子高野土地区画整理事業完成記念誌 （乙子高野土地区画整理組合）